# Noricum Regio
La Noricum Regio è una struttura geologica della superficie di 21 Lutetia.